# Перші люди на Місяці (фільм, 1964)
«Перші люди на Місяці» (англ. «First Men in the Moon», 1964) — британський науково-фантастичний фільм режисера Нетхена Джурана за твором «Перші люди на Місяці» Герберта Велза.

## Сюжет
У недалекому майбутньому (на час виходу фільму) на Місяць здійснює посадку корабель міжнародної експедиції ООН. Астронавти знаходять на Місяці британський прапор і лист, датований 1899 роком. За іменами з листа вдається розшукати містера Арнольда Бедфорда, який живе в будинку для літніх людей, де його вважають божевільним через розповіді про політ на Місяць. Дізнавшись, що люди знову побували на Місяці, Бедфорд розповідає історію свого польоту.
У 1899 році Бедфорд знайомиться з ексцентричним ученим Джозефом Кейвором. Той стверджує, що винайшов фарбу, здатну екранувати гравітацію, котру назвав на честь себе кейворитом. Кейвор демонструє роботу винаходу, змусивши стільчик з Бенфордом злетіти. Його гість мріє про прибутки від продажу кейворита, але сам Кейвор хоче використати його для польоту на Місяць. Кейвор показує вже збудований кулястий апарат, який лишається тільки пофарбувати кейворитом. При допомозі Бенфорда та його нареченої Кейт він завершує виробництво фарби.
Втрьох вони сідають в апарат, який злітає та вирушає до Місяця. Підлітаючи до супутника Землі, Кейвор ховає панелі, покриті кейворитом, і Місяць притягує апарат. Мандрівники одягають скафандри та лишають на місці посадки британський прапор і лист, що оголошує Місяць власністю королеви Вікторії. Несподівано один з кратерів розкривається і Кейвор падає в тунель під ним. Бенфорд спускається витягти його і обоє опиняються в печері.
В підземеллі виявляється повітря і сліди діяльності якихось істот. Дослідники виявляють печерне місто, в якому живуть місячні мешканці — схожі на комах селеніти. Кейвор намагається налагодити спілкування з ними, але Бедфорд нападає і скидає кількох селенітів у прірву. Кейвор з Бедфордом тікають назад, але корабля на місці посадки не знаходять — його забрали в печери селеніти.
Кейвор і Бенфорд знаходять двері та відчинивши їх, проникають в іншу печеру. Місячні жителі відкривають апарат, тоді Кейт стріляє в них. Постріл приманює тварину, схожу на величезну гусінь. Тікаючи від неї, Кейвор губиться і його схоплюють селеніти. Кейвор намагається поспілкуватися і один з місячних учених швидко вивчає його мову. Землянин знаходить Кейт і вдвох вони оглядають кристал, який живиться від світла з поверхні та слугує джерелом енергії місячної цивілізації. Згодом вони бачать як селеніти розбирають апарат. Місячний вчений розповідає, що селеніти хочуть створити власний кейворит.
Тим часом Бенфорд блукає тунелями. Селеніти засинають під час місячного затемнення, Бенфорд користується цим, щоб розшукати Кейвора та пізніше Кейт. Правитель селенітів звертається до Кейвора з проханням розповісти про людей. Він дивується, що в людей різні мови та народи і вважає, що людям подобається воювати. Тож він оголошує, що ніхто з людей не повернеться на Землю аби не розповісти про селенітів. Бенфорд допомагає Кейвору втекти й повернутися до апарата. Кейвор лагодить його, але відмовляється летіти на Землю, щоб переконати селенітів у дружелюбності людей.
Апарат падає в море, проте Бенфорду з Кейт вдається врятуватись. В їхню розповідь, однак, ніхто не вірить, оскільки апарат тоне. Бенфорд дивиться телепередачу, де астронавти досліджують покинуті тунелі під поверхнею Місяця. Вчені припускають, що селеніти вимерли через занесені Кейвором віруси, або вирушили на іншу планету.

## У ролях
- Едвард Джадд — Бедфорд
- Марта Гейєр — Кейт
- Лайонел Джеффріс — Кейвор
- Майлз Маллесон — реєстратор Даймчеч
- Норман Бірд — Стюарт, при посадці екіпажу на Місяць
- Гледіс Генсон — у лікарні
- Г'ю МакДермотт — Річард Чалліс, космічний агент ООН
- Бетті МакДауелл — Маргарет Гой, космічний агент ООН
- Г'ю Томас — диктор
- Ерік Чітта — Гіббс
- Пітер Фінч — людина судових приставів